# Deixo
"Deixo" é uma canção da cantora brasileira Ivete Sangalo. Foi lançado em 1 de março de 2007 como o segundo  single do álbum ao vivo Multishow Ao Vivo: Ivete no Maracanã (2007). A canção é uma forte balada, que marca mais uma vez, uma forte presença vocal de Ivete. É uma versão da música gravada anteriormente pela banda Cheiro de Amor, no décimo quinto álbum da banda, Tudo Mudou de Cor (2006), com Alinne Rosa nos vocais.
A canção foi incluída na trilha sonora da telenovela Sete Pecados, da TV Globo, como tema do casal Dante e Clarisse, interpretado por Reynaldo Gianecchini e Giovanna Antonelli. A versão da novela é a mesma da do álbum, só que em uma versão editada, sem o barulho do público.

## Desempenho nas paradas de sucesso
"Deixo" foi um enorme sucesso, alcançando o número 1 nas paradas de todo o Brasil, ficando 6 semanas consecutivas liderando. Em julho de 2007, "Deixo" liderou o ranking das músicas mais buscadas na Rádio UOL e chegou ao primeiro lugar das rádios no Rio de Janeiro e décimo-quarto em São Paulo. E ainda "Deixo" conseguiu entrar para o top 50 Português em #42, ficando lá por duas semanas não consecutivas.

## Prêmios e indicações
| Ano  | Prêmio          | Indicação     | Resultado |
| ---- | --------------- | ------------- | --------- |
| 2007 | Melhores do Ano | Música do Ano | Indicado  |

## Desempenho nas tabelas musicais
| País — Tabela musical (2005)        | Posição de pico |
| ----------------------------------- | --------------- |
| Brasil (Crowley Broadcast Analysis) | 2               |
| Portugal (AFP)                      | 42              |

## Vendas e certificações
| Região | Certificação | Vendas  |
| --- | ------------ | ------- |
| Brasil (Pro-Música Brasil) | Ouro         | 20,000* |
| *números de vendas baseados somente na certificação ^distribuições baseadas apenas na certificação ‡vendas+valores de streaming baseados somente na certificação |              |         |